# 恰克图市约
恰克图市约（俄语：Кяхтинский договор）是清朝和俄罗斯帝国于1792年（清乾隆五十七年）在恰克图订立的一份条约。
恰克图是清代中俄边境重镇。1727年，中俄《恰克图条约》在此签定。根据条约规定﹐两国以恰克图、买卖城为界，同时准许俄国商人贸易﹐其人数不得过二百人﹐每三年可进北京一次。此后恰克图贸易额迅速增加，年平均贸易额达110万卢布。1729年清廷立市集於恰克图﹐并派理藩院司员驻其地﹐监理中俄互市。1737年﹐停京师贸易﹐对俄贸易统归恰克图办理。1762年﹐置库伦办事大臣﹐专理俄罗斯贸易。然而，由于其间俄国守边官员屡次违约恣行﹐以及双方在关税规定、越境犯罪处理等问题上的分歧，以致失和绝市。1792年，俄国迫于利益接受清廷要求，维护边界安定和贸易秩序，乾隆帝于是同意恢复通市。中俄双方遂于恰克图订立《恰克图市约》，此后贸易开始稳定增长。